# Medal „Opiekun Miejsc Pamięci Narodowej”
Medal „Opiekun Miejsc Pamięci Narodowej”, do 2016 pod nazwą Medal Opiekuna Miejsc Pamięci Narodowej – polskie resortowe odznaczenie cywilne nadawane, przez ministra właściwego do spraw kultury i ochrony dziedzictwa narodowego z własnej inicjatywy albo na wniosek Prezesa Instytutu Pamięci Narodowej – Komisji Ścigania Zbrodni przeciwko Narodowi Polskiemu, organizacji społecznej lub innej jednostki organizacyjnej, zajmujących się upamiętnianiem i opieką nad miejscami pamięci narodowej.

## Historia
Medal został ustanowiony 15 lipca 1976 uchwałą Prezydium Rady Ochrony Pomników Walk i Męczeństwa w celu wyróżnienia osób i jednostek organizacyjnych zasłużonych w upamiętnianiu oraz badaniu i upowszechnianiu miejsc walk i męczeństwa narodu polskiego.
Podzielony był na dwa stopnie:
- I stopień – Medal Złoty
- II stopień – Medal Srebrny

oraz dodatkowa:
- Odznaka Opiekuna Miejsc Pamięci Narodowej (złota i srebrna), której posiadanie było zwykle warunkiem otrzymania srebrnego medalu[1][2]

Początkowo był nadawany przez ROPWiM z jej własnej inicjatywy lub na wniosek właściwego komitetu, zwykle w kwietniu z okazji Miesiąca Pamięci Narodowej lub 9 maja z okazji Dnia Zwycięstwa. Łącznie do 1988 przyznano około 4000 złotych i 7000 srebrnych medali.
Od zmiany nazwy instytucji na Rada Ochrony Pamięci Walk i Męczeństwa 28 stycznia 1988 medal nadawał jej przewodniczący, aż do jej likwidacji w 2016, z własnej inicjatywy lub na wniosek: Prezydium Rady, Sekretarza Generalnego Rady, Wojewódzkich Komitetów Ochrony Pamięci Walk i Męczeństwa lub właściwej polskiej placówki dyplomatycznej, jeżeli dotyczy obywatela obcego państwa lub jednostki organizacyjnej położonej w obcym państwie. Przyznawany osobom i jednostkom organizacyjnym za szczególne zasługi w upowszechnianiu idei pamięci narodowej oraz wyróżniającą się działalność związaną z upamiętnianiem miejsc walk i męczeństwa Narodu Polskiego, a także opiekę nad tymi miejscami.
Od 16 czerwca 2016 do 15 maja 2018 przyznawany był przez Prezesa Instytutu Pamięci Narodowej na uzasadniony wniosek organizacji społecznej lub instytucji zajmujących się upamiętnianiem i otaczaniem opieką miejsc walk i męczeństwa Polaków, po zasięgnięciu opinii właściwego komitetu ochrony pamięci walk i męczeństwa. Prace mające na celu zmianę wyglądu zreformowanego odznaczenia (jednoklasowego, o zmienionej nazwie, bez symboliki zlikwidowanego ROPWiM) trwały dwa lata – w tym okresie medal nie był nadawany.
Od 15 maja 2018, w związku z nowelizacją ustawy o Instytucie Pamięci Narodowej – Komisji Ścigania Zbrodni przeciwko Narodowi Polskiemu, przyznawany przez ministra właściwego do spraw kultury i ochrony dziedzictwa narodowego z własnej inicjatywy albo na wniosek Prezesa Instytutu Pamięci Narodowej – Komisji Ścigania Zbrodni przeciwko Narodowi Polskiemu, organizacji społecznej lub innej jednostki organizacyjnej, zajmujących się upamiętnianiem i opieką nad miejscami pamięci narodowej.
Nadanie medalu osobom fizycznym potwierdza się legitymacją wręczaną wraz z medalem, a do 2018 w przypadku osób prawnych legitymację zastępował dyplom.
Utrata medalu następuje w razie prawomocnego skazania osoby wyróżnionej na karę dodatkową pozbawienia praw publicznych lub jeżeli zostało stwierdzone, że odznaczenie nastąpiło na skutek wprowadzenia w błąd albo że odznaczona osoba lub jednostka organizacyjna stała się niegodna medalu.

## Opis odznaki

### Lata 1976–2018
Odznaką medalu był metalowy krążek o średnicy 32 mm. Na awersie pole podzielone było regularnymi ośmioma wypukłymi promieniami-żeberkami, a pośrodku umieszczono w srebrzystym lub złotym obrzeżu na tle z czarnej emalii znak przedstawiający od góry pionowo dwa srebrzyste miecze grunwaldzkie skierowane ostrzem w dół. U dołu znicz z trzema płomieniami z czerwonej emalii. Na rewersie umieszczono tłoczony napis w czterech wierszach: „RADA / OCHRONY / PAMIĘCI WALK / I MĘCZEŃSTWA”, a do 1988 napis miał brzmienie „RADA / OCHRONY / POMNIKÓW WALK / I MĘCZEŃSTWA”. Medal zawieszany był na jedwabnej wstążce koloru czerwonego o szerokości 34 mm z pięcioma pionowymi białymi paskami na przemian z czterema paskami czerwonymi, po 2 mm szerokości każdy. Autorom projektu był Tytus Walczak, a wykonaniem oznak zajmowała się Mennica Polska w Warszawie.
Oznaką Odznaki Opiekuna Miejsc Pamięci Narodowej był sam znak ROPWiM (widniejący w centralnej części medalu) wykonany w metalu (odpowiednio złoconym lub srebrzonym), emaliowany na czarno i czerwono.

### Od 2018 roku
Po likwidacji podziału na stopnie i zmianie wyglądu odznaczenia z 30 października 2018, odznaką medalu jest krzyż o grubości 5 mm i średnicy 45 mm, wykonany z tombaku patynowanego i nakładki z białego srebra w postaci skrzyżowanych gałązek cierniowej i laurowej oplatających centralną część krzyża. Na awersie umieszczono płaskorzeźbę przedstawiającą na każdym ramieniu krzyża miecz na tle ornamentacji, a na rewersie wygrawerowano napis „OPIEKUN MIEJSC PAMIĘCI NARODOWEJ”. Krzyż zawieszony jest na wstążce o długości 55 mm i szerokości 35 mm, koloru niebieskiego z pasem koloru czarnego o szerokości 18 mm, przez który przebiega pas w kolorach barw Rzeczypospolitej Polskiej o szerokości 3 mm.
Medal nosi się zawieszony na wstążce na lewej piersi, po orderach i odznaczeniach państwowych.